# 私的録音録画補償金制度
私的録音録画補償金制度（してきろくおんろくがほしょうきんせいど、英: Private copying levy または英: Blank media tax/levy）とは、主に一般個人が非商用目的で自身の利用に限定して用いるために、他者の著作物を私的に複製する (コピーする) 際、著作権者に利用料を支払う法的な制度の一つである。支払の対象となる著作物であるが、当初はカセットテープなどの空の (英: blank) 記録媒体への音声の複製から始まったが、デジタル技術の進展に伴って拡大し複雑化している。
著作権の国際的な基本条約であるベルヌ条約では、著作物の複製は著作権者の独占的な権利であるものの、例外・制限規定を各国・地域の著作権法で設けて、他者利用の一部緩和を認めている。ベルヌ条約に基づき各国・地域で私的複製の補償金支払が制度化しており、ドイツが1966年に世界で初めて導入している。利用料の徴収は著作権管理団体によって行われる。社会的・文化的な目的で私的複製が行われる際には、平均すると一般の利用料から約30%が割り引かれる特別規定を設けている国が多い。

## 欧州連合
欧州連合（EU）加盟国では、アイルランド・ルクセンブルクを除き、補償金制度が導入されているが、その範囲や金額は、各国まちまちである。欧州委員会（EC）では、域内の制度を統一するための指令制定に関する議論を行っていたが、将来の制度廃止を視野に入れて、段階的縮小を重ねているフランスの反対を主な理由に、2006年12月、統一指令の制定を断念した。

### ドイツ
ドイツ連邦（西ドイツ）は1966年、世界に先駆けて報酬請求権制度を採用した。当初はテープレコーダーの価格の5%を補償金額としていたが、のちに記録媒体も対象に加えられた。また2004年には、PCに搭載された汎用ハードディスクに対しても、補償金を支払うようメーカーに命令する判決が裁判所で下されたが、2008年10月に最高裁でPCの汎用ハードディスクは補償金の対象外である、とする逆転判決が下された。

## アメリカ合衆国
アメリカ合衆国は、1992年にAHRA（Audio Home Recording Act）を制定して著作権法を改正し、デジタル録音についての補償金制度を導入した。なお、映像の私的録画に対する補償金制度は、欧州や日本とは異なり導入されていない。

## カナダ
カナダでは、カセットテープやコンパクトディスクなどの「聴覚的記録媒体」に対して、補償金制度を導入している。更に、2003年にはiPodなどにも同様の補償金制度を導入しようとしたが、最高裁は「iPodなどの記録媒体が内蔵されている録音機器は、法律上の『聴覚的記録媒体』に該当しない」旨の判決を2005年7月に出した。これを受け、徴収した補償金は、支払った消費者に返還された。
同国の私的録音補償金管理協会（CPCC）は、最高裁における敗訴以降も、iPod1台につき75カナダドルの補償金を新規に導入するのを始め、現行の補償金を軒並み増額するための著作権法改正を実施すべきであると主張しているが、2007年に提起した第二次訴訟においても連邦高裁で全面敗訴となった。

## 日本
日本では、1992年（平成4年）の著作権法改正に伴って制度が導入されており、私的使用を目的とした個人または家庭内での私的複製について、デジタル方式で録音・録画する場合に於いては、一定の割合で補償金を徴収し、著作権者への利益還元を図る。
DATやMDやCD-R、CD-RW、DVD-RW、DVD-R、DVD-RAM、Blu-ray Discのデジタル記録メディアを用いて、録音・録画する場合には、利用者は一定の補償金を管理団体に支払わなければならない。この補償金は、機器やメディアの販売価格に上乗せされている為、購入時に無自覚のうちに支払っている事がほとんどである（録音・録画の対象となるコンテンツの著作権を、機器やメディアの使用者自身が持っている場合は、権利申請する事で補償金の返金を受け取る事も出来る）。
著作権権利者団体が「制度の拡大」を要求している一方で、製造企業や利用者からは「DRM（Digital Rights Management、デジタル著作権管理）があれば補償金は不要」と要求しており、著作権法改正をめぐる重大な争点の一つとなっている。
私的録画補償金制度は、後述の裁判の影響で事実上制度破綻に陥り、私的録画補償金管理協会は2015年（平成27年）4月1日に解散した。

### 制度の趣旨と導入の経緯
一般に著作物を複製することは、著作権者の許可なく行うことはできないが、個人的に使用することを目的とした複製については、その規模が零細であって権利者の利益を不当に害するとはいえないし、また仮に規制したとしても、現実に摘発・逮捕するのは困難であることから、自由にかつ無償で行い得るとされている（著作権法30条1項、私的複製。以下特に断らない限り条文は日本の著作権法のもの）。
日本では1970年の時点で、ビデオデッキ、ビデオテープの製品化がなされ、普及することが予見されており、日本音楽著作権協会が録音使用料規定案を作成するなど、著作権料の徴収に向けた準備が進められていた。
その後、技術の発達により、デジタル方式で録音や録画を行うことにより、オリジナルと全く同質の複写が容易に作成できる高性能な機器が登場し、それらが一般家庭に広く普及したことによって、そのような利用方法で音楽・映画等を楽しむ利用者が増えている。これに伴い、個々の利用については零細であっても、全体として見れば無視できないほどの規模で録音・録画がなされるようになった。
そのため、これらの大規模な利用を自由に許していたのでは、権利者が本来得られるはずの利益が得られず利益が不当に害されることになるのではないか、という点が問題となった。特に日本では、レコードからコンパクトディスク（CD）に移行して以来、レンタルレコード店のCDを、デジタル方式で私的録音する利用者が増えたことによって、CDの売り上げ枚数が減少し、本来得られる利益が得られない、といった事態が生じたのである。
この問題を解消するために、西ドイツやアメリカ合衆国では、権利者に対する補償制度を既に導入しており（注：両国に限らず欧米先進国には、日本のようなレンタルレコード店はない。ただし、CDの価格は日本の半額以下と安価であり、再販売価格維持制度も無い）、日本でも同様の措置を講ずるべきではないかとの検討がなされその結果、1992年（平成4年）の著作権法一部改正によって、私的録音録画補償金制度が導入された。
これにより、利用者による私的な録音・録画を自由に許しつつも、その複製が一定の機器・メディアによって行われる場合に限って、権利者に報酬請求権を与え、補償金報酬を得させ、両者の利益の調和を図ることとなった。

### 日本での制度の概況

#### 利用者の支払い義務

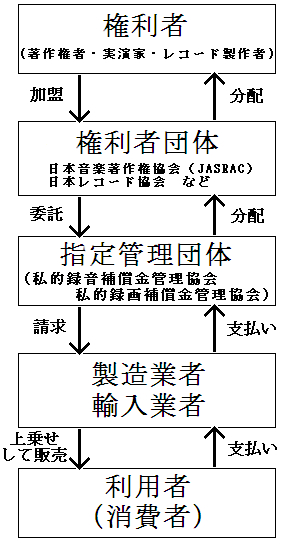
補償金の流れ

利用者は次の場合に、権利者に補償金を支払わなければならない。
- 私的使用を目的として、「デジタル方式の録音又は録画の機能を有する機器であって政令で定めるもの」により「当該機器によるデジタル方式の録音又は録画の用に供される記録媒体であつて政令で定めるもの」に録音又は録画を行う場合（著作権法30条3項）
  - ただし例外として、「放送の業務のための特別の性能その他の私的使用に通常供されない特別の性能を有するもの」及び「録音機能付きの電話機その他の本来の機能に附属する機能として録音又は録画の機能を有するもの」を利用してデジタル録音・録画を行う場合には補償金を支払う必要は無い（同項）。
- 著作隣接権の目的となっている実演又は、レコードを同様の手段で利用する場合（102条1項）

「政令で定めるもの」として2005年5月現在、次のものが指定されている（著作権法施行令第1条および第1条の2）。
- 録音機器・記録媒体
  - DAT（デジタル・オーディオ・テープ）
  - DCC（デジタル・コンパクト・カセット）
  - MD（ミニ・ディスク）

以上3種類は制度導入時の1992年（平成4年）から。
  - CD-R（コンパクト・ディスク・レコーダブル）
  - CD-RW（コンパクト・ディスク・リライタブル）

以上2種類は1998年（平成10年）11月1日から。
- 録画機器・記録媒体
  - DVCR（デジタル・ビデオ・カセット・レコーダー）
  - D-VHS（データ・ビデオ・ホーム・システム）

以上2種類は1999年（平成11年）6月から。
  - MVdisc（マルチメディア・ビデオ・ディスク）
  - DVD-R（デジタル・バーサタイル・ディスク）
  - DVD-RW（デジタル・バーサタイル・ディスク・リライタブル）
  - DVD-RAM（デジタル・バーサタイル・ディスク・ランダム・アクセス・メモリー）

以上4種類は2000年（平成12年）7月から。
  - Blu-ray（ブルーレイ・ディスク・レコーダー）

2009年（平成21年）5月から。

CPRM対応の録画機器・記録媒体は制度対象外。
このように、デジタル方式のものだけが対象とされている理由は、デジタル方式であれば劣化なく繰り返し複写が出来るので、権利者への不利益が大きいこと、また既に、ほとんどの一般家庭に普及しているアナログ方式のものにまで対象を広げると、社会に与える影響が大きすぎて、適当でないことが挙げられる。

#### 制度運用の現状
「音楽用」・「録画用」メディアと「データ用」メディア
上記対象メディアのうちCD-R/RWとDVD-R/RW/RAMについては、「音楽用」・「録画用」メディアと、パソコン等での利用を前提とした「データ用」メディアがあり、それぞれ別種として市販されている。政令の対象となるのは前者の「音楽用」・「録画用」である。専用のCDレコーダーでは「音楽用」のメディアしか利用できないが、DVDレコーダーについてはどちらのメディアでも利用できる。
Blu-rayとデジタル放送
対象となるDVDメディアのうちCPRM対応のものは、そもそも制度対象外である。仕様上、最初からAACSのコピーガードを備えるBlu-rayについてはメディア、レコーダーそれぞれ対象となるかどうかについて議論があったが、制度上は2009年5月から開始された。しかし後述の裁判の影響で、少なくともアナログチューナーを持たないデジタル専用レコーダーについては、製造企業側の徴収拒否および裁判の勝訴により、確定判決後に補償金がSARVHに支払われなくなり、さらにSARVHが解散した事により、補償金制度にはハードディスクドライブやフラッシュメモリが含まれていないことから、録画用に関しては記録メディア・レコーダー全体について制度が実質的に機能を停止しつつあるとされていた。
その後、2022年（令和4年）8月に、文化庁はアナログチューナーを持たないBDレコーダーを私的録音録画補償金制度の対象にする改正政令案を公示した。そして、2024年12月、文化庁は2025年4月を目処にBDレコーダーに対し、税込200円、ブルーレイディスクに対し数円の料金を含むと公表した。なお、すでに購入したものには課せられない。

#### 補償金の請求方法
これにより利用者は、一定の場合に補償金を支払う義務を負い、逆から見れば権利者は利用者に対する請求を行えることになったが、各権利者がそれぞれ利用者の行為の実態を調べて、それに応じた請求を行うのは到底不可能であるし、利用者としても複製のたびに個別に補償金を支払わなければならないのでは、煩雑である。そこで、補償金を受ける権利は、文化庁長官が指定する団体によってのみ行使できるとして、集中管理方式が導入された（法104条の2）。この管理団体として、録音については私的録音録画補償金管理協会（SARAH、サーラ）が指定されている。録画については私的録画補償金管理協会（SARVH、サーブ）が指定されていたが、組織が解散し、補償金の請求受付も終了している。
利用者に対する補償金の請求は、個別に行われるのではなく、政令で指定されている機器・記録媒体の購入の際に一括して請求される（法104条の4第1項）。これにより、個別に支払う煩雑さが解消される代わりに、それらの機器・メディアを著作物の複製とは全く無関係の目的に使用する利用者からも補償金を徴収する不具合が生じる。また、これらの機器等を、日本国内で購入しもっぱら日本国外で使用する場合も、日本の著作権法が及ばず補償金を支払う必要は無い。そこで同条第2項では、補償金を支払った機器・メディアをもっぱら私的録音・録画以外の用途に用いることを証明すれば、補償金の返還を請求できるとしているが、現実にその証明は容易ではなく、また返還手続に要する費用が、返還される補償金額を上回るおそれもあり、返還制度の実効性を疑問視する声がある。
補償金を負担するのは、個々の利用者であるが購入費用に上乗せして請求するという制度上、機器・記録媒体の製造業者等の協力が必要である。そこで、これらの業者には、補償金の支払いの請求及び受領に協力する義務が課せられている（法104条の5）。
2005年（平成17年）に、初めての私的録画補償金返還の請求が行われた。家族の姿を録画したという人が、DVD-R 4枚分の補償金返還を請求した。請求者は80円切手で請求書を送り、返還金は銀行振込の8円であった。

#### 補償の額
法30条2項で「相当な額」とされている補償金の額は、指定管理団体が機器や記録媒体の製造業者等の団体に意見を聴いた上で定め、文化庁長官が文化審議会に諮問をした上で、許可を与えることとされている（法104条の6）。
2005年（平成17年）5月現在の補償金額は、次に掲げる額に消費税相当額を加えたもの。
- 録音（私的録音補償金管理協会の私的録音補償金規程より）
  - 機器

基準価格（カタログに表示された価格の65%）の2%。ただし録音機能が1つの機器であれば上限は1000円、2つの機器であれば上限は1500円。
  - 記録媒体

基準価格（カタログに表示された価格の50%）の3%。
- 録画（私的録画補償金管理協会の私的録画補償金規程より）
  - 機器

基準価格（カタログに表示された価格の65%）の1%。ただし、録画機能が1つの機器であれば上限は1000円。
  - 記録媒体

基準価格（カタログに表示された価格の50%）の1%。

#### 共通目的事業
このような制度では、利用者の具体的な利用形態を考慮することなく、一律に一定額を包括的に徴収することになるため、そこで得た補償金をどの権利者にどのように分配するべきか、明らかではない。そこで、補償金として得た利益の一部を「著作権及び著作隣接権の保護に関する事業並びに著作物の創作の振興及び普及に資する事業」のために支出させ、それによって、いわば間接的に利益を分配するという仕組みをとっている（104条の8）。これによって、著作権制度の啓蒙のための資料作成や相談事業などが行われている。

#### 補償金の分配
指定管理団体が得た補償金は、共通目的事業に支出する額を差し引いた上で、残りが各団体の補償金分配規程に則って分配される。
私的録音補償金は、著作権者の団体である日本音楽著作権協会（JASRAC）に36%、実演家の団体である日本芸能実演家団体協議会に32%、レコード製作者の団体である日本レコード協会に32%の割合で分配される。
私的録画補償金は、著作権者の団体である私的録画著作権者協議会に68%、実演家の団体である日本芸能実演家団体協議会に29%、レコード製作者の団体である日本レコード協会に3%の割合で分配された。
その後各団体が、それぞれ規程に則って、権利者へ分配することとなる。

### 制度評価と見直し議論
2005年（平成17年）1月24日に、文化審議会著作権分科会が公表した「著作権法に関する今後の検討課題」では、その第一として「私的録音録画制度の見直し」が挙げられており、iPodに代表される「ハードディスク内蔵型録音機器」やパソコン内蔵・外付けのハードディスクドライブなどを、補償の対象とするべきかの検討を行うこととされた。結局反対意見が多いため、日本では2年後に結論を先送りすることに決めた。現在、文化庁が新しく設置した私的録音録画小委員会で討議されて居り、構成委員に補償金受益団体・組織から6名が任命された。同小委員会では、文化庁の方針により消費者、機器メーカーからの代表者は権利者団体より少ない4名のみが任命された。他に、文化庁寄りの学者も複数任命された。
権利者団体からは、まだ政令で指定されてはないものの、広く普及しつつある新しい種類の機器・記録媒体を補償の対象とすべきである、との意見が出ている。私的録音録画制度の見直しに関連して、2005年（平成17年）4月28日に開かれた著作権分科会の第3回法制問題小委員会には。次のような意見書が寄せられた。
日本音楽著作権協会、日本芸能実演家団体協議会等の7団体の連名で寄せられた意見書には、私的録音補償金制度に関して、
- ミニディスクの利用者は減少傾向であり、代わりにiPod等の「ハードディスク内蔵型録音機器」の利用者が急激に増えているから、これらを補償の対象とすべきである。
- パソコン内蔵・外付けのハードディスクドライブや、録音以外の用途にも利用できる「データ用CD-R・CD-RW」を、補償の対象とできるように、法改正を行うべきである。
- 政令で個別に対象を定めるのではなく、あらかじめ補償の対象となる機器・記録媒体の要件を定めておくべきである。

との意見が述べられている。
また、デジタル私的録画問題に関する権利者会議から寄せられた意見書には、私的録画補償金制度に関して、
- BDレコーダー機器・メディアと「ハードディスク内蔵型録画機器」（HDDビデオレコーダー）を、補償の対象とすべきである。(2025年4月より対象予定)
- パソコン内蔵・外付けのハードディスクドライブや、録画以外の用途にも利用できる「データ用DVD-R・DVD-RW」を、補償の対象とできるように法改正を行うべきである。
- 政令で個別に対象を定めるのではなく、あらかじめ補償の対象となる機器・記録媒体の要件を定めておくべきである。

との意見が述べられている。
電子情報技術産業協会は、同制度が制定された当時から、技術の進歩により状況が変わったため、制度そのものを見直すことを主張している。DRM（Digital Rights Management、デジタル著作権管理）などの技術と、利用者との契約を組み合わせ利用に応じて、その都度課金し、個別の利用者から直接権利者に著作権料を支払う形に変えるべきである、との主張である。また日本記録メディア工業会も、現在の制度は矛盾が広がっている、として同様の意見を寄せている。主婦連合会は「DRMをかけておきながら補償金を取るという考え方はありえない」と述べた。
それに日本・アメリカ・イギリスの電化製品販売団体が協力して、この私的録音録画補償金制度の中止を求めている。特にAppleは、文化庁を激しく非難し総理大臣官邸の知的財産推進計画2006見直しへの意見書の中で、制度の廃止を強く求めた。
文化庁の文化審議会 著作権分科会 私的録音録画小委員会は2006年（平成18年）1月、分科会報告書において、私的録音録画補償金制度の抜本的見直しが提言されたことを受け、文化審議会著作権分科会内に私的録音録画小委員会を2006年3月に設置し、2006年（平成18年）4月6日〜2008年（平成20年）12月16日に渡り計30回の小委員会が開催された。
この間、2007年（平成19年）10月12日に中間整理を公表し、2007年（平成19年）10月16日から11月15日の間にパブリックコメントを募集した所、団体・個人より計8720件の意見が寄せられた。これらを踏まえて具体的な制度設計案について検討を行い、関係者間の合意の形成を目指したが、著作権保護技術と補償の必要性等で関係者間の意見の隔たりが大きく、私的録音録画補償金制度の見直しを行うことは出来ないまま、2008年（平成20年）12月に解散した。

### 日本の判例
デジタル放送専用レコーダーの私的録画補償金に対する訴訟がある。2009年（平成21年）9月に、私的録音録画補償金制度について、私的録画補償金管理協会（以下「SARVH」）が「アナログチューナ非搭載DVDレコーダー機器」が、著作権法に関する政令の対象かどうかを文化庁に照会したところ、文化庁著作権課長名で、「デジタル専用録画機も私的録音録画補償金制度の対象機器である」旨を回答した。
しかし、デジタル放送専用レコーダーは、ダビング10やコピー・ワンス機能による「コピーガード」により、DVDレコーダー「VARDIA」は、デジタル著作権管理がされ、無制限にデジタルでの複製が出来無いため、私的録音録画補償金制度による補償金の対象外であるとして、東芝が補償金の支払いを拒否した。
このため、SARVHが文化庁の見解に基づき、東芝に補償金と損害賠償の支払いを求めて、2009年（平成21年）11月10日に提訴した。なお、パナソニックも2009年（平成21年）5月以降に発売した、デジタル放送専用レコーダー「DIGA」について、補償金を上乗せせずに販売している。
2011年（平成23年）7月24日の日本の地上デジタルテレビ放送完全移行に伴い、新規に販売される録画機が、デジタル放送専用レコーダーのみになる。デジタル放送専用レコーダーが、私的録画補償金制度による補償金の対象外とされた場合、SARVHの収入源が事実上消滅するため、組織維持と補償金制度維持を目的とした訴訟という一面がある。逆に対象とした場合、レコーダーからダビングする記録メディアにも補償金がかかっているため、二重取りとなる。
2010年（平成22年）12月27日、東京地方裁判所は、「製造メーカーが著作権料を集めて協会に支払うことは、法的強制力を伴わない抽象的義務にとどまる」としてSARVHの請求を棄却した。しかし、その一方で「デジタルDVDレコーダーは、利用者が著作権料を負担するべき機器に該当する」と認定していた。SARVHは、2010年（平成22年）12月28日に、東京地裁判決を不服として東京高等裁判所に控訴した。
2011年（平成23年）12月22日、知的財産高等裁判所はSARVH側の控訴を退けると共に、東京地裁での判決も破棄し「アナログチューナ非搭載DVDレコーダは、著作権法施行令第1条第2項第3号の“特定機器”に該当しない」と判決を下し、東芝が全面勝訴した。SARVHは知財高裁判決を不服として、最高裁判所に上告した。
2012年（平成24年）11月8日、最高裁第一小法廷にて、金築誠志裁判長はSARVHの上告を棄却。これにより東芝側の完全勝訴とSARVHの全面敗訴が確定判決となり、文化庁の見解が司法判断によって明確に完全否定された。
2011年（平成23年）7月24日の日本の地上デジタルテレビ放送完全移行後にあっては、市場に出回る録画機はデジタル放送専用のみとなっていることから、他のメーカーも補償金の支払いを拒否しており、その結果、2011年度上半期は、4億2628万644円だった私的録画補償金受領額が、2011年下半期では、僅か1万579円にまで受領額が激減した。
更に、この確定判決により、デジタル専用録画機対応の記録媒体（Blu-ray DiscやDVD）についても、私的録画補償金の徴収が出来無くなり、2013年（平成25年）には、録画機や録画メディアからの収入源が完全に断たれた。そして2015年（平成27年）4月1日には、SARVHが解散することとなり、私的録音録画補償金制度の払戻しを受けたい者は、同年6月30日に債権者として申し出る必要があった。
また、東芝の別の期間及び上述のパナソニックに対する補償金相当額の支払いを求める訴訟の第1回口頭弁論が、2012年（平成24年）11月13日に開かれる予定であったが、前述のSARVH敗訴により、こちらも今後の見通しが不透明となり、動向が伝えられないまま、2015年（平成27年）4月1日をもってSARVHが解散したため、開かれることはなかった。

## 制度の国際的年表
- 1966年　西ドイツが世界で最初に報酬請求権制度を採用。
- 1977年　日本で制度の検討のため著作権審議会第5小委員会を設置。
- 1980年　オーストリアがドイツに次いで導入。
- 1981年
  - ハンガリーで導入。
  - 日本で第5小委員会の報告書が公表。関係者間での話し合いが必要とし、導入は見送り。
- 1982年　コンゴで導入。
- 1984年
  - フィンランドで導入。
  - アイスランドで導入。
- 1985年
  - フランスで導入。
  - ドイツで法改正。メディアにまで対象を広げ、補償金額を定率制から定額制に。
- 1987年5月　日本で再度の検討のために第10小委員会を設置。
- 1989年　オランダで導入。
- 1991年
  - ブルガリアで導入。
  - 日本で第10小委員会の報告書が公表。制度を採用することに。文化庁がこれを受けて法案を作成。
- 1992年
  - アメリカ合衆国で導入。
  - 12月16日　日本で著作権法の改正案が成立。
- 1993年
  - 3月3日　日本で私的録音補償金管理協会が設立。指定管理団体として指定される。
  - 6月1日　日本で改正法施行。
- 1999年
  - 3月26日　日本で私的録画補償金管理協会が設立。
  - 3月30日　同協会が指定管理団体として指定される。
- 2005年
  - 6月22日　私的録画補償金管理協会が個人の補償金返還請求を受理し、8円を返還。制度導入以来初めて。
  - 7月28日　カナダ最高裁でiPodなどのハードディスク型レコーダーを補償金の対象とする政令を無効と判断した連邦高裁判決が確定。
- 2006年12月13日　欧州委員会（EC）、EU域内の補償金制度統一指令の制定に関する議論を白紙撤回。
- 2008年
  - 1月11日　カナダでの第二次訴訟において、補償金管理協会が連邦高裁で全面敗訴。最高裁への上告は断念。
  - 10月2日　ドイツ最高裁でPCの汎用ハードディスクを補償金の対象外とする逆転判決が下され、確定する。